# پلاچی دل
پلاچی دل (به بلغاری: Plachi Dol) روستایی در بلغارستان است که در شهرستان دوبریچکا واقع شده‌است.